# Бояна (София)

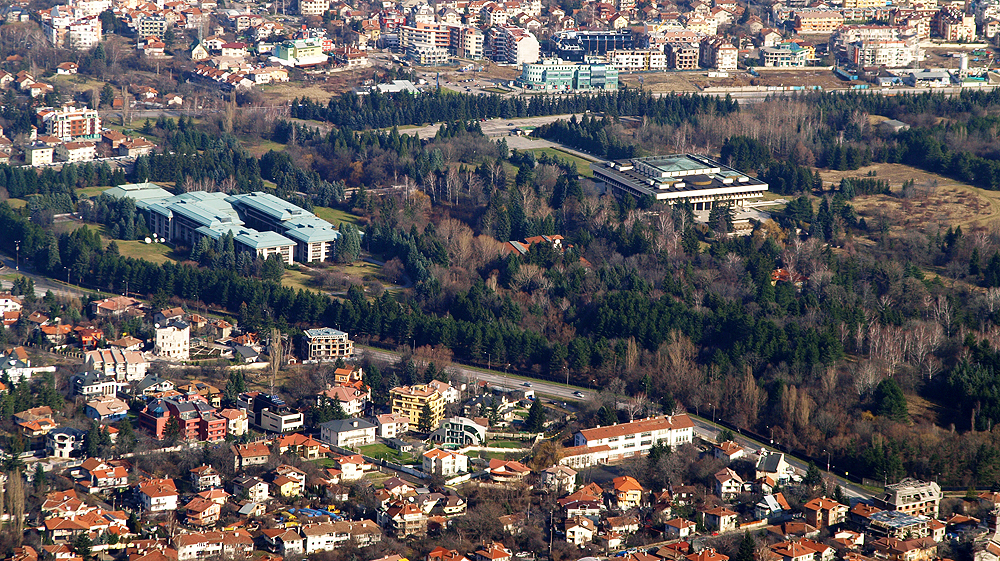
Вид из Копитото на часть квартала Бояна с резиденцией «Бояна» и Национальным историческим музеем

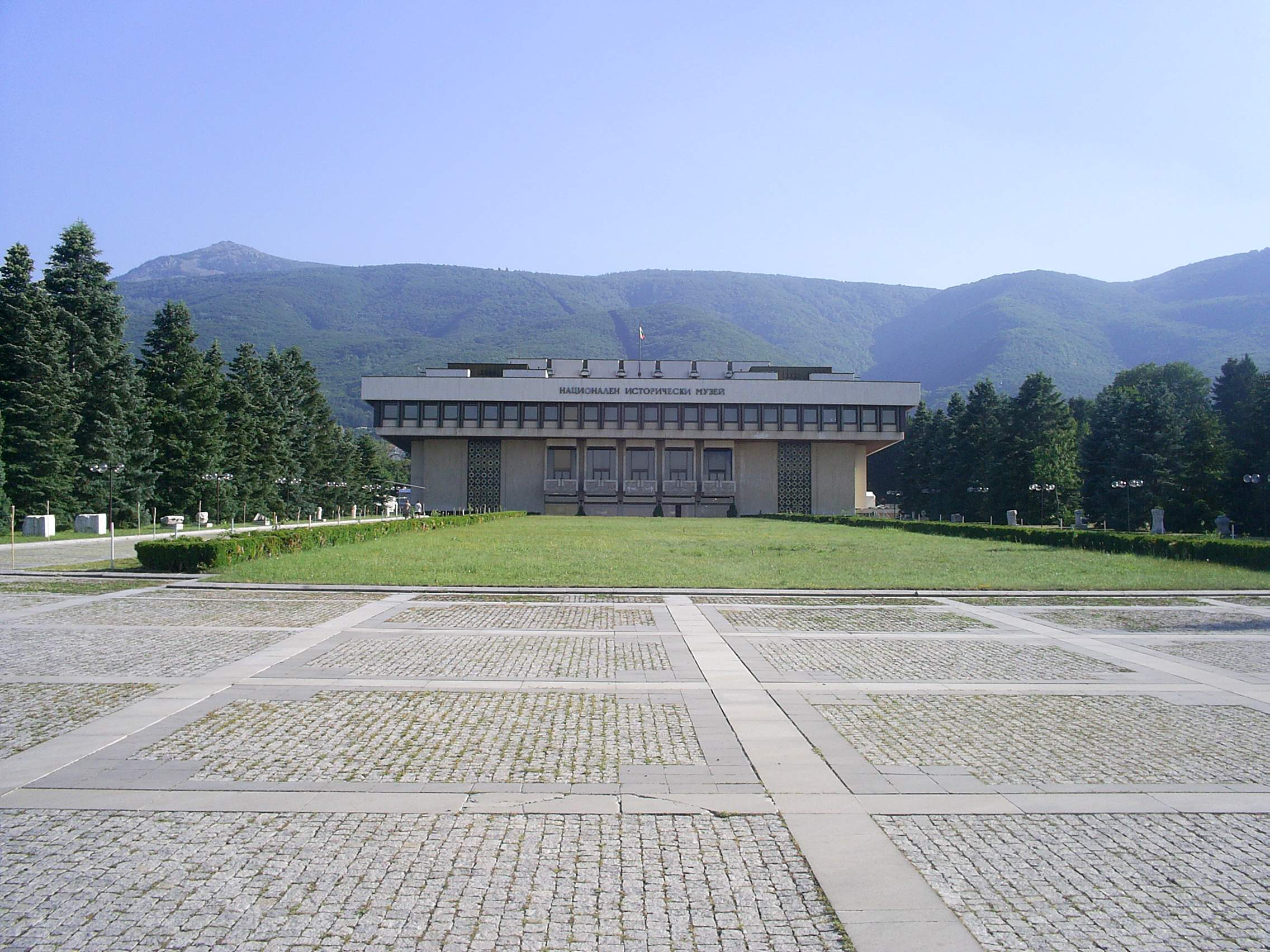
Национальный исторический музей

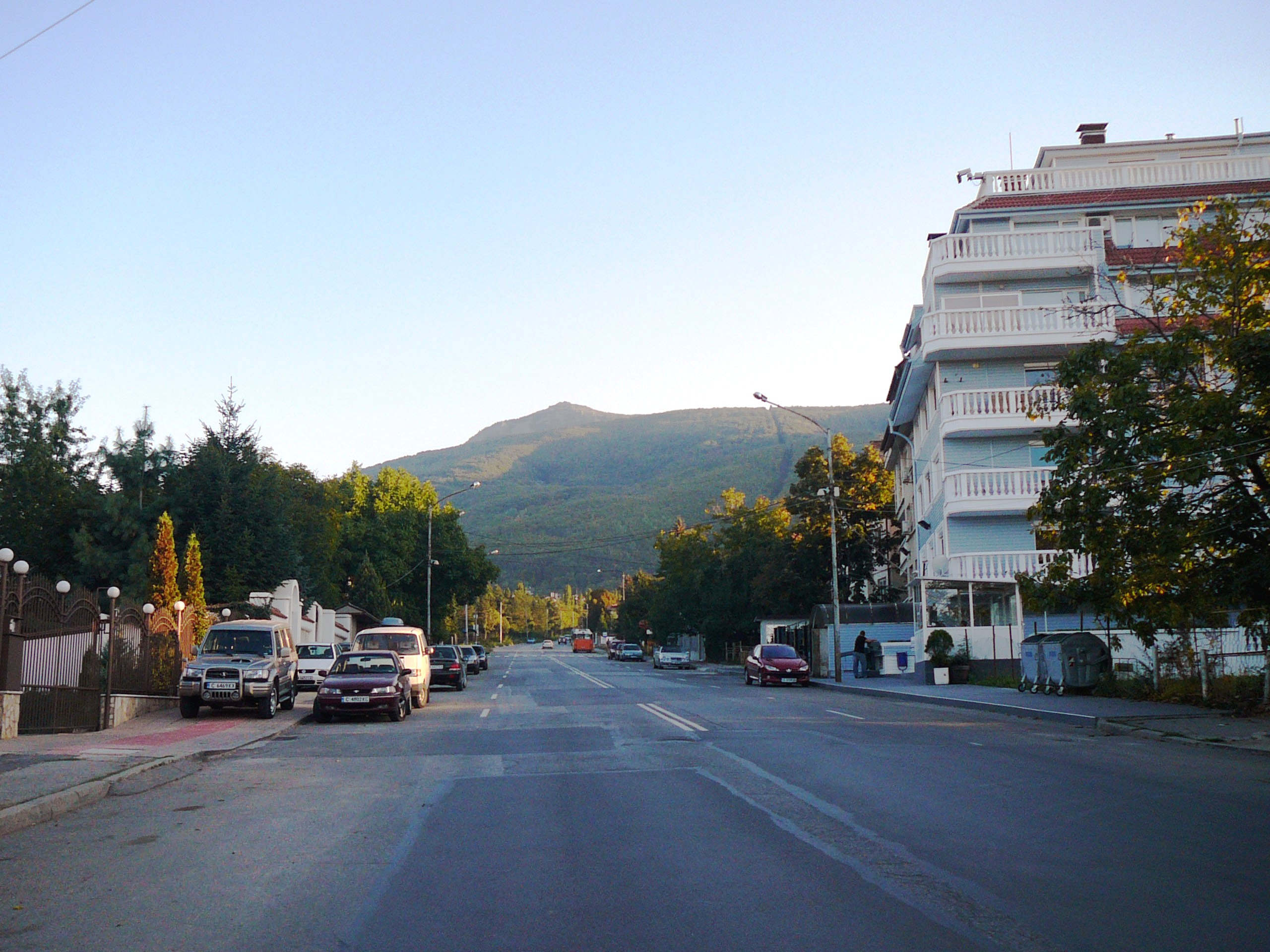
Бояна, бульвар Александра Пушкина

Бояна (болг. Бояна) — квартал в Софии, столице Болгарии, относящийся к району Витоша общины Столична. Он расположен примерно в 7 км к югу от центра города, над долиной Софийская котловина. Бояна — один из самых дорогих районов Софии для жизни. Её жители — это в первую очередь богатые бизнесмены, государственные чиновники и другие видные члены болгарского общества. Ранее Бояна представляла собой отдалённую деревню, но в 1961 году она была включена в состав Софии.

## История
Название Бояна впервые упоминается в «Видении Даниила», болгарском произведении XI века, в отрывке «РЄЧЄТЬ ОУ БОІАНѢ ѠСТАВИТЄ ТОУ ПЛѢНЬ» и, скорее всего, происходит от личного имени Боян. Согласно альтернативной версии название района произошло от слова boiana («река пастуха»), относившегося к народной латыни или балканской латыни, или от латинского boviana («пастух»). Впрочем эта версия считается маловероятной.
В связи с восстанием Петра Деляна в 1040 году и нашествием печенегов в 1048 году в этом районе упоминается важный опорный пункт под названием Боян (Боян, Βοιάνος), где находился гарнизон во главе с воеводой Ботко.
В Бояне находилась загородная резиденция севастократора Калояна, частью которой была и Боянская церковь.
В 1938 году была создана большая городская община Софии, в которую входила и Бояна, которая потеряла свой статус деревни только в 1961 году.
В Бояне ныне располагаются резиденции президента и вице-президента Болгарии (резиденция Бояна), премьер-министра и председателя Народного собрания. К центру столицы от Бояны ведёт бульвар Болгария.

## Архитектура
На территории района расположена знаменитая Боянская церковь, включённая в список объектов всемирного наследия ЮНЕСКО. К другим достопримечательностям Бояны относятся Боянский водопад, район Копитото и Национальный исторический музей Болгарии, размещающийся в роскошной бывшей резиденции Бояна, спроектированной Александром Георгиевым Баровым. Студии «Ню Бояна Филм Студиос» и дом болгарского реалити-шоу «Большой брат (значения)» также расположены в Бояне.